# Распределение Парето
Распределе́ние Паре́то в теории вероятностей — двухпараметрическое семейство абсолютно непрерывных распределений, являющихся степенными. Называется по имени Вилфредо Парето. Встречается при исследовании различных явлений, в частности, социальных, экономических и физических. Вне области экономики иногда называется также распределением Брэдфорда.

## Определение
Пусть случайная величина {\displaystyle X} такова, что её функция распределения задаётся равенством
{\displaystyle F_{X}(x)=P(X<x)=1-\left({\frac {x_{\text{m}}}{x}}\right)^{k},\ \forall x\geqslant x_{\text{m}},}
где {\displaystyle x_{\text{m}},k>0}. Тогда говорят, что {\displaystyle X} имеет распределение Парето с параметрами {\displaystyle x_{\text{m}}} и {\displaystyle k}. Плотность распределения Парето имеет вид
{\displaystyle f_{X}(x)={\begin{cases}{\dfrac {kx_{m}^{k}}{x^{k+1}}},&x\geqslant x_{m},\\[1ex]0,&x<x_{m}.\end{cases}}}

## Моменты
Моменты случайной величины, имеющей распределение Парето, задаются формулой
{\displaystyle \mathbb {E} \left[X^{n}\right]={\frac {kx_{m}^{n}}{k-n}},}
откуда, в частности,
{\displaystyle \mathbb {E} [X]={\frac {kx_{m}}{k-1}},}
{\displaystyle \mathrm {D} [X]=\left({\frac {x_{m}}{k-1}}\right)^{2}{\frac {k}{k-2}}.}

## Приложения
Вилфредо Парето изначально использовал это распределение для описания распределения благосостояния, а также распределения дохода. Его «правило 20 к 80» (которое гласит: 20 % популяции владеет 80 % богатства) однако зависит от конкретной величины {\displaystyle k}, и утверждается, что фактически встречаются существенные количественные отклонения, например, данные самого Парето по Британии в его труде «Курс политической экономии» говорят, что там примерно 30 % населения владеет 70 % общего дохода.
Распределение Парето встречается не только в экономике. Можно привести следующие примеры:
- В лингвистике распределение Парето известно под именем закона Ципфа (для разных языков показатель степени может несколько различаться, также существует небольшое отклонение от простой степенной зависимости у самых частотных слов, однако в целом степенной закон описывает это распределение достаточно хорошо). Частными проявлениями этой закономерности можно считать:
  - Зависимость абсолютной частоты слов (сколько всего раз каждое конкретное слово встретилось) в достаточно длинном тексте от ранга (порядкового номера при упорядочении слов по абсолютной частоте). Степенной характер остается вне зависимости от того, приводятся ли слова к начальной форме или берутся из текста как есть.
  - Аналогичная кривая для популярности имён.
- Распределение размера населённых пунктов[3].